# Проворный (фрегат, 1820)
«Прово́рный» — парусный фрегат Российского императорского флота.

## История
Относился к рангу 44-пушечных фрегатов, но на деле имел 48 орудий. Тип «Спешный». Заложен 29 января 1820 года на Охтенской верфи. Строитель В. Ф. Стоке. Спущен 21 октября 1820 года, вошел в состав Балтийского флота. В 1823 и 1824 годах был укомплектован матросами и офицерами Гвардейского экипажа.

## Служба
- В 1823 ходил в практическое плавание в Атлантический океан. Прошел Фарерские о-ва, дошел до о-ва Исландия, обогнул с запада о-ва Ирландия и Великобритания, через пр-в Ла-Манш вошел в Северное море, а затем вернулся в Кронштадт.
- 15 июня 1824 вышел из Кронштадта в практическое плавание по маршруту Копенгаген — пр-в Ла-Манш — Брест — Гибралтар — Плимут — Копенгаген и 3 сентября 1824 вернулся в Кронштадт.
- Во время наводнения 7 ноября 1824 стоял в Военной гавани (Кронштадт), был сорван с якоря и отнесен на отмель к Северной стенке. Снят с отмели 17 декабря 1824.
- С 12 мая по 5 октября 1826 в составе эскадры адмирала Р. В. Кроуна ходил в практическое плавание в Северное море до Доггер-банки[1].

### Участие вНаваринской кампании 1827.
- 10 июня 1827 в составе эскадры адмирала Д. Н. Сенявина вышел из Кронштадта и, по пути зайдя в Копенгаген, 28 июля 1827 прибыл в Портсмут.
- 8 августа 1827 в составе эскадры контр-адмирала графа Л. П. Гейдена вышел из Портсмута в Средиземное море по маршруту м. Лизард — Гибралтар — Палермо — Мессина — о-в Занте.
- 1 октября 1827 у о-ва Занте русская эскадра соединилась с английской и французской эскадрами и вместе с ними пошла к Наваринской бухте.
- С 3 октября 1827 в составе объединенной эскадры крейсировал у входа в бухту, блокируя турецко-египетский флот, а 8 октября 1827 вошёл в Наваринскую бухту.

Во время Наваринского сражения «Проворный» вместе с другими фрегатами занимал позицию на левом фланге, повредил и вывел из строя два турецких фрегата. Потери составили: 3 убитых (в том числе офицер) и 4 раненых. 11 октября 1827 свежим ветром фрегат навалило на корабль «Александр Невский», в результате чего у него была повреждена корма. 13 октября 1827 русская эскадра вышла из Наваринской бухты и 27 октября 1827 прибыла в Ла-Валетту.
В 1828 «Проворный» вместе с отрядом вернулся в Россию, 11 июля пришел в Кронштадт. Разобран в 1831 в Кронштадте.

## Командиры
- А. Е. Титов (1823);
- Н. Г. Казин (1824);
- И. П. Епанчин (с 1826 по 31 января 1828);
- О. Т. Готовцев (с 31 января 1828)[1].

## Основные характеристики
- Водоизмещение = около 1950 тонн[1];
- Длина по верхней палубе = 48,6 м[1];
- Ширина по мидель-шпангоуту = 12,7 м[1];
- Осадка = 3,9 м[1];
- Артиллерийское вооружение = 48 орудий[1]. (24-фн — по штату[3]);
- Экипаж = 340/430 человек[1].